# U-19-Fußball-Asienmeisterschaft 2012
Die U-19-Fußball-Asienmeisterschaft 2012 (offiziell: AFC U-19 Championship 2012) ist die 37. Ausgabe des Turniers und wurde vom 3. bis zum 17. November in den Vereinigten Arabischen Emiraten ausgetragen. Gleichzeitig fungierte die Endrunde als Qualifikation für die U-20-Fußball-Weltmeisterschaft 2013 in der Türkei.

## Gastgeber
Bis zum Juni 2011 hatten die Verbände von Bangladesch, Iran, Palästina, Usbekistan und den Vereinigten Arabischen Emiraten ihr Interesse an der Ausrichtung des Turniers bekundet. Am 23. November 2011 gab der asiatische Verband bekannt, dass die Endrunde in den Arabischen Emiraten stattfinden wird. Das Land wird nach 1985 und 1992 zum dritten Mal Gastgeber dieser Veranstaltung sein.

## Austragungsstätte
Die Austragungstätten befinden sich in den beiden Emiraten Fudschaira und Ra’s al-Chaima.

## Teilnehmer

### Qualifikation
Von 46 Mitgliedsverbänden der AFC meldeten sich 39 zur Teilnahme an. Die Mannschaften wurden nach ihrer geographischen Lage in die Westgruppe, bestehend aus West-, Zentral- und Südasien, und die Ostgruppe, bestehend aus Südost- und Ostasien sowie Australien, verteilt. Bei der Auslosung wurden die Mannschaften auf vier Gruppen mit je sechs Mannschaften sowie drei Gruppen mit fünf Mannschaften verteilt.
Die Qualifikation wurde zwischen Oktober und November 2011 ausgespielt, es qualifizierten sich die beiden Gruppenersten. Hinzu kamen der jeweils beste Gruppendritte aus der West- und Ostgruppe.
| Gruppe | Austragungsort             | Qualifizierte Mannschaften                        |
| ------ | -------------------------- | ------------------------------------------------- |
| A      | Dhaka, Bangladesch         | Irak, Saudi-Arabien                               |
| B      | Doha, Katar                | Katar, Kuwait, Jordanien (bester Gruppendritter)  |
| C      | Teheran, Iran              | Iran, Usbekistan                                  |
| D      | Fudschaira, VAE            | Syrien, VAE                                       |
| E      | Bangkok, Thailand          | Thailand, Südkorea, Japan (bester Gruppendritter) |
| F      | Ho-Chi-Minh-Stadt, Vietnam | Nordkorea, Vietnam                                |
| G      | Petaling Jaya, Malaysia    | Australien, China                                 |

### Auslosung der Gruppenphase
Die Gruppenauslosung fand am 13. Mai 2012 in Dubai statt. Die Gastgeber wurden als Gruppenkopf der ersten Gruppe gesetzt, die restlichen Mannschaften wurden gemäß ihren Ergebnissen bei der letzten Ausgabe über die vier Lostöpfe verteilt.
- Lostopf 1: VAE, Nordkorea, Australien, Südkorea
- Lostopf 2: Saudi-Arabien, Japan, Usbekistan, China
- Lostopf 3: Syrien, Iran, Vietnam, Thailand
- Lostopf 4: Jordanien, Irak, Katar, Kuwait

Die Auslosung ergab folgende Gruppeneinteilung:
| Gruppe A | Gruppe B | Gruppe C   | Gruppe D      |
| -------- | -------- | ---------- | ------------- |
| V.A.E    | Südkorea | Nordkorea  | Australien    |
| Japan    | China    | Usbekistan | Saudi-Arabien |
| Iran     | Thailand | Vietnam    | Syrien        |
| Kuwait   | Irak     | Jordanien  | Katar         |

## Modus
Der Wettbewerb bestand aus einer im Meisterschaftsmodus mit Hin- und Rückspielen ausgetragenen Qualifikationsrunde sowie der in einer Gruppenphase und den Finalspielen ausgetragenen Endrunde.
Bei der Endrunde bildeten die sechzehn Teilnehmer vier Vorrundengruppen mit je vier Mannschaften, von denen sich jeweils die ersten beiden für das Viertelfinale qualifizierten. In der Gruppenphase spielte jede Mannschaft gegen jede andere Mannschaft ihrer Gruppe nach dem Meisterschaftsmodus, wobei für einen Sieg drei und für ein Unentschieden ein Punkt vergeben wurde. Bei Punktgleichheit mehrerer Mannschaften in den Gruppenspielen entschied zunächst die Tordifferenz, dann die Anzahl erzielter Tore aus den direkten Begegnungen über die Platzierung. Danach wurde die Tordifferenz und die Anzahl der erzielten Tore aller Gruppenspiele herangezogen.
Ab dem Viertelfinale wurde das Turnier im Halbfinale und Finale im K.-o.-System fortgesetzt, wobei sich der Sieger eines Spiels für die nächste Runde qualifizierte. Endete ein Spiel nach Ablauf der regulären Spielzeit unentschieden, wurde es um zwei Mal 15 Minuten verlängert. War auch nach der Verlängerung keine Entscheidung gefallen, wurde der Sieger der Begegnung im Elfmeterschießen ermittelt. Die vier besten Mannschaften des Turniers qualifizieren sich zudem für die U-20-Fußball-Weltmeisterschaft 2013 in der Türkei.

## Spiele und Ergebnisse

### Vorrunde

#### Gruppe A
| Pl. | Land   | Sp. | S | U | N | Tore    | Diff. | Punkte |
| --- | ------ | --- | - | - | - | ------- | ----- | ------ |
| 1.  | Iran   | 3   | 2 | 1 | 0 | 009:100 | +8    | 07     |
| 2.  | Japan  | 3   | 1 | 1 | 1 | 001:200 | −1    | 04     |
| 3.  | VAE    | 3   | 0 | 3 | 0 | 002:200 | ±0    | 03     |
| 4.  | Kuwait | 3   | 0 | 1 | 2 | 001:800 | −7    | 01     |

|                                    |   |        |           |
| 3. November 2012 in Ra’s al-Chaima |   |        |           |
| VAE                                | – | Kuwait | 1:1 (1:1) |
| Japan                              | – | Iran   | 0:2 (0:1) |
| 5. November 2012 in Ra’s al-Chaima |   |        |           |
| Kuwait                             | – | Japan  | 0:1 (0:1) |
| Iran                               | – | VAE    | 1:1 (0:0) |
| 7. November 2012 in Ra’s al-Chaima |   |        |           |
| VAE                                | – | Japan  | 0:0       |
| 7. November 2012 in Fudschaira     |   |        |           |
| Iran                               | – | Kuwait | 6:0 (1:0) |

#### Gruppe B
| Pl. | Land     | Sp. | S | U | N | Tore    | Diff. | Punkte |
| --- | -------- | --- | - | - | - | ------- | ----- | ------ |
| 1.  | Irak     | 3   | 2 | 1 | 0 | 005:100 | +4    | 07     |
| 2.  | Südkorea | 3   | 2 | 1 | 0 | 003:100 | +2    | 07     |
| 3.  | Thailand | 3   | 1 | 0 | 2 | 003:600 | −3    | 03     |
| 4.  | China    | 3   | 0 | 0 | 3 | 002:500 | −3    | 0      |

|                                    |   |          |           |
| 3. November 2012 in Fudschaira     |   |          |           |
| Südkorea                           | – | Irak     | 0:0       |
| China                              | – | Thailand | 1:2 (0:0) |
| 5. November 2012 in Fudschaira     |   |          |           |
| Irak                               | – | China    | 2:1 (1:1) |
| Thailand                           | – | Südkorea | 1:2 (0:1) |
| 7. November 2012 in Ra’s al-Chaima |   |          |           |
| Südkorea                           | – | China    | 1:0 (0:0) |
| 7. November 2012 in Fudschaira     |   |          |           |
| Thailand                           | – | Irak     | 0:3 (0:1) |

#### Gruppe C
| Pl. | Land       | Sp. | S | U | N | Tore    | Diff. | Punkte |
| --- | ---------- | --- | - | - | - | ------- | ----- | ------ |
| 1.  | Usbekistan | 3   | 2 | 1 | 0 | 008:200 | +6    | 07     |
| 2.  | Jordanien  | 3   | 1 | 2 | 0 | 008:500 | +3    | 05     |
| 3.  | Nordkorea  | 3   | 1 | 1 | 1 | 006:300 | +3    | 04     |
| 4.  | Vietnam    | 3   | 0 | 0 | 3 | 002:140 | −12   | 0      |

|                                    |   |            |           |
| 4. November 2012 in Ra’s al-Chaima |   |            |           |
| Nordkorea                          | – | Jordanien  | 1:1 (0:0) |
| Usbekistan                         | – | Vietnam    | 4:0 (2:0) |
| 6. November 2012 in Ra’s al-Chaima |   |            |           |
| Jordanien                          | – | Usbekistan | 2:2 (0:0) |
| Vietnam                            | – | Nordkorea  | 0:5 (0:2) |
| 8. November 2012 in Ra’s al-Chaima |   |            |           |
| Nordkorea                          | – | Usbekistan | 0:2 (0:0) |
| 8. November 2012 in Fudschaira     |   |            |           |
| Vietnam                            | – | Jordanien  | 2:5 (0:0) |

#### Gruppe D
| Pl. | Land          | Sp. | S | U | N | Tore    | Diff. | Punkte |
| --- | ------------- | --- | - | - | - | ------- | ----- | ------ |
| 1.  | Australien    | 3   | 1 | 2 | 0 | 003:200 | +1    | 05     |
| 2.  | Syrien        | 3   | 1 | 1 | 1 | 007:400 | +3    | 04     |
| 3.  | Saudi-Arabien | 3   | 1 | 1 | 1 | 006:800 | −2    | 04     |
| 4.  | Katar         | 3   | 1 | 0 | 2 | 004:600 | −2    | 03     |

|                                    |   |               |           |
| 4. November 2012 in Fudschaira     |   |               |           |
| Australien                         | – | Katar         | 1:0 (1:0) |
| Saudi-Arabien                      | – | Syrien        | 1:5 (1:3) |
| 6. November 2012 in Fudschaira     |   |               |           |
| Katar                              | – | Saudi-Arabien | 2:4 (1:3) |
| Syrien                             | – | Australien    | 1:1 (0:0) |
| 8. November 2012 in Ra’s al-Chaima |   |               |           |
| Australien                         | – | Saudi-Arabien | 1:1 (0:0) |
| 8. November 2012 in Fudschaira     |   |               |           |
| Syrien                             | – | Katar         | 1:2 (0:1) |

### Finalrunde

#### Viertelfinale
|                                     |   |           |                                 |
| 11. November 2012 in Ra’s al-Chaima |   |           |                                 |
| Iran                                | – | Südkorea  | 1:4 (1:1)                       |
| Irak                                | – | Japan     | 2:1 (1:0)                       |
| 11. November 2012 in Fudschaira     |   |           |                                 |
| Usbekistan                          | – | Syrien    | 2:2 n. V. (2:2, 1:2), 3:0 i. E. |
| Australien                          | – | Jordanien | 3:0 (1:0)                       |

#### Halbfinale
|                                     |   |            |           |
| 14. November 2012 in Ra’s al-Chaima |   |            |           |
| Südkorea                            | – | Usbekistan | 3:1 (0:0) |
| Irak                                | – | Australien | 2:0 (0:0) |

#### Finale
|                                     |   |      |                               |
| 17. November 2012 in Ra’s al-Chaima |   |      |                               |
| Südkorea                            | – | Irak | 1:1 n. V. (1:1, 0:1), 4:1 i.E |